# Финансируемый выкуп
Финансируемый выкуп (англ. leveraged buyout, LBO) — вид деятельности компаний из сектора частных капиталовложений, при котором компания выкупается за счет заемных средств.

## Экономическая сущность LBO
При финансируемом выкупе компания-объект меняет структуру источников средств, заменяя относительно дорогой собственный капитал заемными средствами. В течение нескольких лет производится погашение заемных средств и наращивание собственного капитала. После 4-6 лет компания продается новому собственнику. При этом экономия на стоимости капитала остается у компании, проводившей LBO.
Пример: компания, финансируемая из собственного капитала на 100 %, со средневзвешенной стоимостью капитала в 15 % выкупается под финансирование 30 % собственного капитала на 70 % заемного капитала, со средневзвешенной стоимостью в 8 %. Предположим, компания полностью выплачивает долг из прибыли за 5 лет и потом продаётся. Затраты на капитал до LBO составляют 15 %, затраты на капитал после LBO составляют 65 %*15 % + 35 %*8 % = 12,55 %, где 65 % — средняя доля собственного капитала, 35 % — средняя доля заемных средств. Экономия в 15 %-12,55 %=2,45 % капитализируется на счетах покупателя.

## Участники LBO
Финансируемый выкуп совершается с участием четырёх сторон — объекта / цели, кредиторов, организатора выкупа и юридического лица, аккумулирующего активы цели.
Объект / цель LBO — компания, которая отдает свои активы новому юридическому лицу в обмен на денежные средства.
Кредиторы — поставщики заёмного капитала, как обеспеченного, так и необеспеченного.
Организатор выкупа — участвует в новом юридическом лице собственным капиталом, внося денежные средства.
Юридическое лицо — аккумулирует денежные средства от кредиторов и организатора, обменивает на активы объекта

## Объекты LBO
Наиболее вероятными объектами LBO являются компании, кредитный риск которых в текущий момент является низким. Недооценённость является критерием увеличивающим привлекательность. В таком случае:
- Стабильный денежный поток (или прибыль до процента, налогов и амортизации)
- Низкий финансовый рычаг в текущий момент
- Предсказуемый уровень капитальных затрат

являются положительными факторами в принятии решения о финансируемом выкупе

## Финансирование LBO
Средства для финансируемого выкупа могут поступать из 4-х источников различного риска:
- Банковский кредит с обеспечением (залог, гарантия и другие способы). Подобное финансирование имеет наименьший процент и наибольший приоритет на удовлетворение своих требований.
- Банковский кредит без обеспечения или субординированный кредит. Ставка выше, чем для первой категории, очерёдность выплат вторая.
- Привилегированные акции или другие формы долга, с большей ставкой доходности, чем для второй категории и третьей очерёдностью выплат.
- Собственный капитал участников, который несёт риск убытков и аккумулирует всю доходность сделки по её завершении.